# Néolatin
 (avril 2017).
Si vous disposez d'ouvrages ou d'articles de référence ou si vous connaissez des sites web de qualité traitant du thème abordé ici, merci de compléter l'article en donnant les références utiles à sa vérifiabilité et en les liant à la section « Notes et références ».
Le terme néolatin désigne la troisième période de la littérature latine succédant au Moyen Âge, depuis la Renaissance italienne jusqu'à la fin du XIXe siècle, époque où commence la période dite du latin contemporain.
Ce terme ne désigne pas une langue particulière mais une période de la littérature latine où les écrivains se sont efforcés de se rapprocher le plus possible de la langue classique, ce latin dit humaniste s'est répandu à partir du XVe siècle à travers toute l'Europe.
La période néolatine est elle-même divisée en période humanistique (XVe – XVIe siècles) et posthumanistique (XVIIe et XVIIIe siècles).
Le terme s'est largement diffusé dans le milieu des linguistes et des scientifiques dans les années 1890.

## Signification du terme
L'expression « néo-latin » sert aux spécialistes des lettres classiques pour désigner l'utilisation de la langue latine à partir de la Renaissance italienne, dans n'importe quel but, scientifique ou littéraire. Le début de la période est imprécis mais le développement de l'éducation chez les laïcs, l'acceptation des normes littéraires humanistes, ainsi que la grande disponibilité de textes latins qui a suivi l'invention de l'imprimerie, marquent une transition vers une ère nouvelle à la fin du XVe siècle. La fin de la période néo-latine est également indéterminée, mais l'usage normal du latin pour communiquer les idées est devenu rare après quelques décennies au XIXe siècle et, vers 1900, c'est dans le vocabulaire scientifique international de la cladistique et de la systématique qu'il survivait essentiellement, sans oublier la création littéraire, particulièrement poétique. Le terme « néo-latin » s'est répandu vers la fin des années 1890 parmi les linguistes et les scientifiques.
Il s'agissait, au moins à ses débuts, d'une langue internationale utilisée partout dans toute l'Europe, catholique et protestante, aussi bien que dans les colonies des grandes puissances européennes. Cette région s'étendait sur toute l'Europe occidentale, Scandinavie comprise ; sa frontière méridionale était la Méditerranée, alors qu'en Europe de l'Est on l'utilisait peu dans les régions à populations majoritairement orthodoxes ou musulmanes, et la séparation correspondait grosso modo aux frontières modernes orientales de la Finlande, des États baltes, de la Pologne, de la Slovaquie, de la Hongrie et de la Croatie. L'acquisition de Kiev par la Russie au XVIIe siècle a introduit dans ce pays l'étude du néo-latin.

## Historique

### Déclin du néo-latin en France
L'épreuve de composition latine, obligatoire au baccalauréat ès lettres, est supprimée en France en 1881 (Lois Jules Ferry),,. Aussi, l’obligation de présenter une thèse écrite en latin est définitivement supprimée par la circulaire du 14 novembre 1903, et le nombre de thèses en latin décline alors subitement, pour finalement disparaître dès 1912.
Si le nombre des thèses écrites en latin reste élevé jusqu'en 1903, il diminue ensuite fortement
Certains livres sont encore imprimés en latin à la fin du XIXe siècle dans de nombreux domaines, particulièrement scientifiques, dans un souci d'universalité. Le latin se maintient encore au XIXe siècle et XXe siècle comme langue littéraire et donne une abondante production à travers toute l'Europe. Chez certains auteurs de langue française (comme Victor Hugo, Baudelaire, Rimbaud, etc.) il a été utilisé pour produire une partie minoritaire et accessoire de leur œuvre.
À la fin du XIXe siècle, divers périodiques scientifiques ou littéraires sont encore publiés en latin, comme la revue Vox Urbis: de litteris et bonis artibus commentarius, publiée deux fois par mois par l'architecte et ingénieur Aristide Leonori entre 1898 et 1913.

## Prononciation
| Lettre latine                                                                             | Prononciation | Prononciation | Prononciation | Prononciation | Prononciation | Prononciation | Prononciation | Prononciation | Prononciation |
| Lettre latine                                                                             | Classique     | Occidentale   | Occidentale   | Occidentale   | Occidentale   | Occidentale   | Orientale     | Orientale     | Orientale     |
| Lettre latine                                                                             | Classique     | Italie        | France        | Angleterre    | Portugal      | Espagne       | Allemagne     | Pays-Bas      | Scandinavie   |
| ----------------------------------------------------------------------------------------- | ------------- | ------------- | ------------- | ------------- | ------------- | ------------- | ------------- | ------------- | ------------- |
| c ("ae", "e", "i", "oe", "y")                                                             | /k/           | /tʃ/          | /s/           | /s/           | /s/           | /θ/           | /ts/          | /s/           | /s/           |
| cc (avant "ae", "e", "i", "oe", "y")                                                      | /kk/          | /ttʃ/         | /ks/          | /ks/          | /ss/          | /kθ/          | /kts/         | /ss/          | /ss/          |
| ch                                                                                        | /kʰ/          | /k/           | /k/           | /k/           | /k/           | /k/           | /k/, /x/      | /x/           | /k/           |
| g (avant "ae", "e", i", "oe", "y")                                                        | /ɡ/           | /dʒ/          | /ʒ/           | /dʒ/          | /ʒ/           | /x/           | /ɡ/           | /ɣ/ ou /x/    | /j/           |
| j                                                                                         | /j/           | /j/           | /ʒ/           | /dʒ/          | /ʒ/           | /x/           | /j/           | /j/           | /j/           |
| qu (avant "a", "o", "u")                                                                  | /kʷ/          | /kw/          | /k/           | /kw/          | /kw/          | /kw/          | /kv/          | /kv/          | /kv/          |
| qu (avant "ae", "e", "i")                                                                 | /kʷ/          | /kw/          | /k/           | /kw/          | /k/           | /k/           | /kv/          | /kv/          | /kv/          |
| sc (avant "ae", "e", "i", "oe", "y")                                                      | /sk/          | /ʃ/           | /s/           | /s/           | /s/           | /sθ/          | /sts/         | /s/           | /s/           |
| t (avant "i" inaccentué + voyelle exceptionnellement initialement ou après "s", "t", "x") | /t/           | /ts/          | /s/           | /ʃ/           | /s/           | /θ/           | /ts/          | /ts/          | /ts/          |
| v                                                                                         | /w/           | /v/           | /v/           | /v/           | /v/           | /β/           | /v/           | /v/           | /v/           |
| z                                                                                         | /dz/          | /dz/          | /z/           | /z/           | /z/           | /θ/           | /ts/          | /z/           | /s/           |

| Lettre latine                   | Exemple      | Classique        | Italie                                            | Espagne      | Portugal    | France | Pays slaves    | Allemagne / Hongrie | Danemark         | Angleterre        |
| ------------------------------- | ------------ | ---------------- | ------------------------------------------------- | ------------ | ----------- | ------ | -------------- | ------------------- | ---------------- | ----------------- |
| a                               | canis        | /a/              | /a/                                               | /a/          | /a/         | /a/    | /a/            | /a(ː)/              | /ae(ː)/ (/a(ː)/) | /ɑ(ː)/ ou /eɪ/    |
| ā                               | cāsus        | /aː/             | /a/                                               | /a/          | /a/         | /a/    | /a/            | /a(ː)/              | /ae(ː)/ (/a(ː)/) | /ɑ(ː)/ ou /eɪ/    |
| ae                              | saepe, bonae | /aɪ/, /ae/, /ɛː/ | /ɛ/                                               | /e/          | /ɛ/         | /ɛ/    | /ɛ/            | /eː/ ou /ɛː/        | /ɛː/             | /eɪ/ ou /iː/      |
| c (avant "e", "i", "ae", "oe")  | benedīcimus  | /k/              | /tʃ/                                              | /θ/ ou /s/   | /s/         | /s/    | /ts/           | /ts/                | /s/              | /s/               |
| ch                              | pulcher      | /kʰ/             | /k/                                               | /k/          | /k/         | /x/    | /x/ ou /ç/     | /kʰ/                | /k/              | /k/               |
| e                               | venī         | /ɛ/              | /ɛ/                                               | /e/          | /ɛ/         | /ɛ/    | /ɛ/            | /ɛ/ ou /eː/         | /ɛ/              | /ɛ/, /eɪ/ ou /iː/ |
| ē                               | vēnī         | /eː/             | /e/                                               | /e/          | /e/         | /e/    | /ɛ/            | /eː/                | /iː/             |                   |
| g (avant "e", "i", "ae", "oe")  | agimus       | /ɡ/              | /dʒ/                                              | /x/          | /ʒ/         | /ʒ/    | /ɡ/            | /ɡ/                 | /ɡ/              | /dʒ/              |
| gn                              | magnum       | /ŋn/             | /ɲɲ/                                              | /ɣn/         | /ɲ/ ou /ɡn/ | /ɲ/    | /ɡn/           | /ɡn/ ou /ŋn/        | /ŋn/             | /ɡn/              |
| h                               | hominibus    | /h/, /-/         | /-/                                               | /-/          | /-/         | /-/    | /x/ ou /ɦ/     | /h/                 | /h/              | /h/ ou /-/        |
| i                               | fides        | /ɪ/              | /i/                                               | /i/          | /i/         | /i/    | i/             | /ɪ/                 | /i/              | /ɪ/ ou /aɪ/       |
| ī                               | fīlius       | /iː/             | /i/                                               | /i/          | /i/         | /i/    | i/             | /iː/                | /i/              | /ɪ/ ou /aɪ/       |
| j                               | Jesus        | /j/              | /j/                                               | /x/          | /ʒ/         | /ʒ/    | /j/            | /j/                 | /j/              | /dʒ/              |
| o                               | solum        | /ɔ/              | /ɔ/                                               | /o/          | /ɔ/         | /o(ː)/ | /ɔ/            | /ɔ/                 | /ɔ/              | /ɒ/ ou /əʊ/       |
| ō                               | sōlus        | /oː/             | /o/                                               | /o/          | /o/         | /o(ː)/ | /ɔ/            | /oː/                | /oː/             | /ɒ/ ou /əʊ/       |
| oe                              | poena        | /ɔɪ/, /oe/, /eː/ | /e/                                               | /e/          | /e/         | /e/    | /ɛ/ ou /ʲo/    | /øː/                | /øː/             | /iː/              |
| qu                              | quis         | /kʷ/             | /kw/                                              | /kw/ ou /k/  | /kw/        | /k/    | /kv/           | /kv/                | /kʰv/            | /kw/              |
| sc (avant "e", "i", "ae", "oe"  | ascendit     | /sk/             | /ʃ/ (au début d'un mot) /ʃʃ/ (au milieu d'un mot) | /sθ/ ou /s/  | /s/         | /s/    | /sts/          | /sts/               | /s/              | /s/               |
| tiV                             | nātiō        | /tɪ/             | /tsi/                                             | /θi/ ou /si/ | /si/        | /si/   | /tsi/ ou /tsɨ/ | /tsɪ/               | /tsi/            | /ʃɪ/              |
| u                               | ut, sumus    | /ʊ/              | /u/                                               | /u/          | /u/         | /y(ː)/ | /u/            | /ʊ/                 | /u(ː)/ (/ɔ/)     | /ʌ/ ou /juː/      |
| ū                               | lūna         | /uː/             | /u/                                               | /u/          | /u/         | /y(ː)/ | /u/            | /uː/                | /u(ː)/ (/ɔ/)     | /ʌ/ ou /juː/      |
| um                              | curriculum   | /ʊ̃/              | /um/                                              | /um/         | /ũ/         | /ɔm/   | /um/ ou /ʊm/   | /ʊm/                | /om/             | /əm/              |
| v                               | veritās      | /w/              | /v/                                               | /β/          | /v/         | /v/    | /v/            | /v/                 | /ʋ/              | /v/               |
| xc (avant "e", "i", "ae", "oe") | excelsis     | /ksk/            | /kstʃ/                                            | /sθ/ ou /s/  | /s/         | /ks/   | /ksts/         | /ksts/              | /ɡz/             | /ks/              |